# جان بوفورت، نخستین دوک سامرست
جان بوفرت، نخستین دوک سامرست (انگلیسی: John Beaufort, 1st Duke of Somerset؛ ‏ تلفظ نام‌خانوادگی: ‎/ˈboʊfərt/‎ BOH-fərt؛ ‏ ۲۵ مارس ۱۴۰۴ – ۳۰ مهٔ ۱۴۴۴) نجیب‌زاده و فرماندهٔ نظامی بریتانیایی در دوران جنگ صدساله بود.
او پدربزرگ مادری هنری هفتم پادشاه انگلستان و فرمانروای ایرلند بود.

## عنوان‌ها و مقام‌های رسمی
- نخستین دوک سامرست (۲۸ اوت ۱۴۴۳ – ۲۷ مه ۱۴۴۴)[۱]
- نخستین ارل کندال (۲۸ اوت ۱۴۴۳ –۲۷ مه ۱۴۴۴)[۱]
- سومین ارل سامرست (۲۵ نوامبر ۱۴۱۸ – ۲۷ مه ۱۴۴۴)[۲]

## بیشتر بخوانید
- Griffiths, Ralph Alan (1981). The Reign of King Henry VI. London: Ernest Benn Limited. ISBN 978-0-52004-372-5.
- Harriss, Gerald Leslie (1988). Cardinal Beaufort: A Study of Lancastrian Ascendancy and Decline. Oxford: Clarendon Press. ISBN 978-0-19820-135-9.
- Jones, Michael K. (1981). "John Beaufort, Duke of Somerset, and the French Expedition of 1443".  In Griffiths, Ralph Alan (ed.). Patronage, the Crown and the Provinces in Later Medieval England. Stroud: Sutton Publishing. pp. 79–102. ISBN 978-0-39102-096-2.
- Jones, Michael K. (1982). The Beaufort family and the war in France, 1421–1450 (PDF) (PhD). University of Bristol. OCLC 71194555.